# 1560年代
| 千纪： | 2千纪                                                                                            |
| 世纪： | 15世纪 \| 16世纪 \| 17世纪                                                                       |
| 年代： | 1530年代 \| 1540年代 \| 1550年代 \| 1560年代 \| 1570年代 \| 1580年代 \| 1590年代                 |
| 年份： | 1560年 \| 1561年 \| 1562年 \| 1563年 \| 1564年 \| 1565年 \| 1566年 \| 1567年 \| 1568年 \| 1569年 |

## 大事记
- 1561年：西班牙迁都马德里。
- 1562年：法国宗教战争爆发。
- 1564年：法国引入公曆。
- 1565年：
  - 里约热内卢建城。
  - 西班牙开始在菲律宾殖民。
- 1568年：
  - 神圣罗马帝国与奥斯曼帝国签订和平条约。
  - 苏格兰女王玛丽一世在英格兰被关押。
  - 八十年战争爆发。

## 出生
- 1561年：弗兰西斯·培根，英国散文作家、哲学家、政治家
- 1562年：徐光启，中国明末科学家，农学家，政治家
- 1564年：
  - 伽利略·伽利莱，意大利物理学家、天文学家和数学家
  - 威廉·莎士比亚，英国戏作家
  - 三浦按針，日本航海家
- 约1567年：真田幸村，日本战国大名
- 1568年：**烏爾巴諾八世，天主教教宗

## 逝世
- 1564年：
  - 米开朗琪罗，意大利艺术家
  - 加尔文，法国宗教改革家
- 1565年：
  - 足利义辉，日本幕府将军
  - 庇護四世，天主教教宗